# Florínia
Florínia är en kommun i Brasilien.   Den ligger i delstaten São Paulo, i den södra delen av landet, 800 km söder om huvudstaden Brasília. Antalet invånare är 2 829. Arean är 227 kvadratkilometer.
Terrängen i Florínia är huvudsakligen platt.
Trakten runt Florínia består till största delen av jordbruksmark. Runt Florínia är det glesbefolkat, med 13 invånare per kvadratkilometer.